# TIMP3
TIMP3 (англ. TIMP metallopeptidase inhibitor 3) – білок, який кодується однойменним геном, розташованим у людей на короткому плечі 22-ї хромосоми. Довжина поліпептидного ланцюга білка становить 211 амінокислот, а молекулярна маса — 24 145.
| 10         |  | 20         |  | 30         |  | 40         |  | 50         |
| ---------- |  | ---------- |  | ---------- |  | ---------- |  | ---------- |
| MTPWLGLIVL |  | LGSWSLGDWG |  | AEACTCSPSH |  | PQDAFCNSDI |  | VIRAKVVGKK |
| LVKEGPFGTL |  | VYTIKQMKMY |  | RGFTKMPHVQ |  | YIHTEASESL |  | CGLKLEVNKY |
| QYLLTGRVYD |  | GKMYTGLCNF |  | VERWDQLTLS |  | QRKGLNYRYH |  | LGCNCKIKSC |
| YYLPCFVTSK |  | NECLWTDMLS |  | NFGYPGYQSK |  | HYACIRQKGG |  | YCSWYRGWAP |
| PDKSIINATD |  | P          |  |            |  |            |  |            |

A: Аланін

C: Цистеїн

D: Аспарагінова кислота

E: Глутамінова кислота

F: Фенілаланін

G: Гліцин

H: Гістидин

I: Ізолейцин

K: Лізин

L: Лейцин

M: Метіонін

N: Аспарагін

P: Пролін

Q: Глутамін

R: Аргінін

S: Серин

T: Треонін

V: Валін

W: Триптофан

Кодований геном білок за функціями належить до інгібіторів протеаз, інгібіторів металоферментів. 
Білок має сайт для зв'язування з іонами металів, іоном цинку. 
Локалізований у позаклітинному матриксі.
Також секретований назовні.